# Mirko Bortolotti
Mirko Bortolotti, född 10 januari 1990 i Trento i Italien, är en italiensk racerförare.

## Racingkarriär
Bortolotti inledde sin seniorkarriär i Formula Azzura, där han 2006 slutade på en andra plats. 2007 flyttade Bortolotti upp till det Italienska F3-mästerskapet, där han slutade på en fjärde plats under debutsäsongen, innan han under sin andra säsong i serien vände ett underläge mot Edoardo Piscopo och säkrade titeln efter att ha vunnit nio av de sista tolv racen. Det gav ett Formel 1-test med Scuderia Ferrari, tillsammans med Piscopo och Salvatore Cicatelli. Bortolotti fann sig snabbt tillrätta och satte den snabbaste tiden för hela året på Fiorano Circuit (där visserligen varken seniorförarna Felipe Massa och Kimi Räikkönen eller de kontrakterade testförarna kört särskilt ofta).
Under 2009 tävlade Bortolotti i FIA Formula Two Championship och vann ett race på Masaryk Circuit. Han tog ytterligare fyra pallplatser, men nådde endast till fjärdeplats totalt, med flera brutna tävlingar. Till 2011 tog han ett sidosteg till den nyskapade formelbilsserien, GP3 Series. Detta gick dock inte italienarens väg ett dugg, och med en pallplats under säsongen slutade han bara på elfte plats. Därefter tog han sig tillbaka till FIA Formula Two Championship, som han tävlar i under 2011. Redan under säsongens första tävling, på Silverstone Circuit, gjorde ett hat trick.